# Lista de viagens primo-ministeriais de Rishi Sunak
Esta é uma lista de viagens internacionais primo-ministeriais realizadas por Rishi Sunak, o 78º Primeiro-ministro do Reino Unido. Desde sua efetivação no cargo em 25 de outubro de 2022 até o fim de seu governo em 5 de julho de 2024, Sunak havia visitou 8 países ao longo de 7 viagens diplomáticas.

## Viagens por país

Mapa de países visitados por Rishi Sunak como Primeiro-ministro (2022–2024).
Reino Unido
Uma visita
Duas visitas

| Número de visitas | País |
| ----------------- | --- |
| 1 visita          | Arábia Saudita Áustria Emirados Árabes Unidos Espanha Estónia Índia Indonésia Islândia Israel Japão Letónia Lituânia Moldávia Polónia Suécia Suíça |
| 2 visitas         | Alemanha Egito Estados Unidos França Itália Ucrânia                                                                                                |

## 2022
| País | País      | Local         | Data             | Anfitrião           | Detalhes |
| ---- | --------- | ------------- | ---------------- | ------------------- | --- |
| 1    | Egito     | Xarm el-Xeikh | 6-7 de novembro  | Abdel El-Sisi       | Acompanhado de uma delegação liderada pelo Secretário do Exterior James Cleverly, Sunak desembarcou no Aeroporto Internacional de Xarm el-Xeikh na noite de 6 de novembro. No dia seguinte, o primeiro-ministro britânico uniu-se a outros líderes estrangeiros para realização da COP 27 que abordou temas como fontes renováveis de energia e redução da utilização de combustíveis fósseis. Paralelamente, Sunak realizou reuniões bilaterais com o Presidente francês Emmanuel Macron, o Presidente israelense Isaac Herzog e outras lideranças com as quais debateu o papel britânico nas negociações climáticas e comerciais internacionais.    |
| 2    | Indonésia | Bali          | 6-16 de novembro | Joko Widodo         | Com o compromisso de "fortalecer a economia mundial em meio à crise financeira", Sunak viajou a Bali para participar da 17ª Cúpula do G20 ao lado de outros líderes mundiais. Durante as sessões, Sunak discursou fortemente contra a Guerra Russo-Ucraniana, criticou a ausência do Presidente da Rússia Vladimir Putin e reiterou o apoio do governo britânico à soberania da Ucrânia. Posteriormente, Sunak reuniu-se em caráter bilateral com o Presidente dos Estados Unidos Joe Biden com quem discutiu parcerias comerciais visando o Indo-Pacífico, o crescimento do mercado chinês e o Protocolo sobre a Irlanda do Norte em meio ao Brexit. |
| 3    | Ucrânia   | Kiev          | 19 de novembro   | Volodymyr Zelenskyy | Em sua primeira visita oficial à Ucrânia, Sunak foi recebido pelo Presidente Volodymyr Zelenskyy no Palácio Mariyinsky em Kiev. Os dois líderes concederam coletiva de imprensa na qual detalharam a cooperação militar entre seus respectivos países mediante o conflito com a Rússia e Sunak reafirmou o apoio do governo britânico à soberania da Ucrânia. Posteriormente, o Primeiro-ministro britânico inspecionou drones capturados por militares ucranianos e prestou homenagem ao povo ucraniano no Memorial do Genocídio Holodomor. |
| 4    | Letónia   | Riga          | 19 de dezembro   | Arturs Kariņš       | Sunak desembarcou na manhã de 19 de dezembro no Aeroporto Internacional de Riga de onde seguiu para a reunião multilateral da Força Expedicionária Conjunta que lidera os esforços de guerra contra a Invasão russa da Ucrânia. Em seu discurso, o Primeiro-ministro britânico manteve a posição de condenação à Guerra Russo-Ucraniana e apoiou a entrada da Suécia e Finlândia à Organização do Tratado do Atlântico Norte. Posteriormente, Sunak foi recebido pelo Primeiro-ministro letão Arturs Krišjānis Kariņš que agradeceu-lhe publicamente o apoio à Ucrânia.                                                                               |
| 4    | Estónia   | Tallinn       | 19 de dezembro   |                     | Sunak visitou tropas britânicas estacionadas na Base Aérea de Tapa antes de seu retorno ao Reino Unido. |

## 2023
| País | País                   | Local                     | Data             | Anfitrião             | Detalhes |
| ---- | ---------------------- | ------------------------- | ---------------- | --------------------- | --- |
| 5    | Alemanha               | Munique                   | 18 de fevereiro  | —                     | |
| 6    | França                 | Paris                     | 10 de março      | Emmanuel Macron       | Sunak chegou à capital francesa através do Eurostar e foi recebido com honras militares pelo Presidente da França Emmanuel Macron no Palácio do Eliseu. Os dois líderes presidiram uma reunião de cúpula de alto nível com suas respectivas delegações e discutiram arranjos econômicos entre os dois países na sequência do Brexit, a recente onda imigratória ilegal na fronteira franco-britânica e esforços conjuntos para concluir a Guerra Russo-Ucraniana. A cimeira foi considerada por analistas como uma significante retomada das negociações diretas na relação entre as duas nações.                                                                                                 |
| 7    | Estados Unidos         | San Diego                 | 13 de março      | Joe Biden             | Em sua primeira visita diplomática aos Estados Unidos, Sunak desembarcou no Aeroporto Internacional de San Diego em 12 de março. No dia seguinte, o primeiro-ministro britânico reuniu-se ao seu homólogo australiano Anthony Albanese e ao Presidente dos Estados Unidos Joe Biden para um anúncio triparte do lançamento do "Acordo AUKUS", uma parceria que visa produzir e equipar submarinos nucleares pelas forças armadas de seus respectivos países. |
| 8    | Islândia               | Reiquiavique              | 16 de maio       | Guðni Th. Jóhannesson | |
| 9    | Japão                  | TóquioHiroshima           | 17–21 de maio    | Fumio Kishida         | |
| 10   | Moldávia               | ChișinăuBulboaca          | 1 de junho       | Dorin Recean          | |
| 11   | Estados Unidos         | ArlingtonWashington, D.C. | 7–8 de junho     | Joe Biden             | Em sua segunda visita diplomática aos Estados Unidos, Sunak foi recebido por Joe Biden e lideranças do setor de investimentos para abordar maiores cooperações comerciais entre os dois países. No primeiro dia de sua visita, Sunak prestou homenagem aos militares estadunidenses na Tumba do Soldado Desconhecido do Cemitério Nacional de Arlington. Na capital federal estadunidense, o primeiro-ministro britânico reuniu-se com diversas lideranças do governo como o Speaker Kevin McCarthy e os senadores Chuck Schumer e Mitch McConnell. Em reunião de imprensa com Biden na Casa Branca, Sunak defendeu uma maior troca comercial entre as duas nações para conter "ameaças globais". |
| 12   | Lituânia               | Vilnius                   | 11–12 de julho   |                       | |
| 13   | Índia                  | Nova Déli                 | 8–10 de setembro | Narendra Modi         | |
| 14   | Espanha                | Granada                   | 5 de outubro     | Pedro Sánchez         | |
| 15   | Suécia                 | Visby                     | 12–13 de outubro | Ulf Kristersson       | |
| 16   | Israel                 | Jerusalém                 | 19 de outubro    | Benjamin Netanyahu    | |
| 16   | Arábia Saudita         | Riade                     | 19–20 de outubro | Maomé bin Salman      | |
| 16   | Egito                  | Cairo                     | 20 de outubro    | Abdul al-Sisi         | |
| 17   | Emirados Árabes Unidos | Dubai                     | 1 de dezembro    | Sultan al-Jaber       | |
| 18   | Itália                 | Roma                      | 16 de dezembro   | Giorgia Meloni        | |

## 2024
| País | País    | Local    | Data          | Anfitrião           | Detalhes |
| ---- | ------- | -------- | ------------- | ------------------- | -------- |
| 19   | Ucrânia | Kiev     | 12 de janeiro | Volodymyr Zelenskyy |          |
| 20   | Polónia | Varsóvia | 23 de abril   | Donald Tusk         |          |

## Eventos multilaterais
| Organização                                    | Ano                     | Ano                            | Ano                      |
| Organização                                    | 2022                    | 2023                           | 2024                     |
| ---------------------------------------------- | ----------------------- | ------------------------------ | ------------------------ |
| AGNU                                           |                         | 18-19 de setembro, Nova Iorque | A ser definido           |
| G7                                             |                         | 21-29 de maio, Hiroshima       | A ser definido, · Itália |
| G20                                            | 15-16 de novembro, Bali | 9-10 de setembro, Nova Deli    | Rio de Janeiro, · Brasil |
| OTAN                                           |                         | 11-12 de julho, Vilnius        | A ser definido           |
| CHOGM                                          | –                       | –                              | -                        |
| ██ = Não estava no cargo; ██ = Não compareceu. |                         |                                |                          |